# Puya barkleyana
Puya barkleyana är en gräsväxtart som beskrevs av Lyman Bradford Smith. Puya barkleyana ingår i släktet Puya och familjen Bromeliaceae. Inga underarter finns listade i Catalogue of Life.